# Modelo de Thirring
El modelo de Thirring es una teoría cuántica de campos exactamente resoluble que describe la interacción de un campo de Dirac en (1+1) dimensiones consigo mismo.

## Definición
El modelo de Thirring está definido por la densidad lagrangiana
{\displaystyle {\mathcal {L}}={\overline {\psi }}(i\partial \!\!\!/-m)\psi -{\frac {g}{2}}\left({\overline {\psi }}\gamma ^{\mu }\psi \right)\left({\overline {\psi }}\gamma _{\mu }\psi \right)\ }
donde {\displaystyle \psi =(\psi _{+},\psi _{-})} es el campo,  g es la constante de acoplamiento, m es la masa,  y {\displaystyle \gamma ^{\mu }}, con {\displaystyle \mu =0,1}, son las matrices gamma en dimensión 2.
Es el único modelo de fermiones de Dirac en dimensión (1+1) con autointeracción local. De hecho, dado que solo existen 4 campos independientes por el principio de Pauli, todas las interacciones cuárticas locales son equivalentes, mientras para potencias más altas, las interacciones locales desaparecen. No se consideran interacciones que incluyen derivadas como {\displaystyle ({\bar {\psi }}\partial \!\!\!/\psi )^{2}}, ya que no son renormalizables.
Las funciones de correlación del modelo de Thirring (con o sin masa) cumplen los axiomas de Osterwalder-Schrader, y por tanto es válido como teoría cuántica de campos.

## Caso sin masa
El modelo de Thirring sin masa es exactamente resoluble en el sentido de que se conoce una fórmula para la correlación de {\displaystyle n} puntos.

### Solución exacta
Tras su introducción por Walter Thirring, muchos autores intentaron resolver el caso sin masa, con resultados confusos. La fórmula correcta para la correlación de dos y cuatro puntos fue propuesta por Kenneth A. Johnson. Más tarde Carl R. Hagen y Bernhard Klaiber extendieron la solución explícita a cualquier función de correlación de múltiples puntos.

## Modelo de Thirring con masa
El espectro de masa del modelo y su matriz S fueron evaluados explícitamente usando el ansatz de Bethe. Sin embargo, no se conoce una fórmula explícita para las correlaciones. Juan Ignacio Cirac, Paolo Maraner y Jiannis K. Pachos usaron el modelo de Thirring con masa para describir las redes ópticas.

### Solución exacta
En una dimensión espacial y una temporal, el modelo fue resuelto por Vladímir Korepin usando el ansatz de Bethe. Con ello se pudo calcular el espectro de masa y la matriz S exactos. Este cálculo de la matriz S reprodujo los resultados publicados con anterioridad por Aleksandr Zamolódchikov. La renormalización ultravioleta se realizó en el marco del ansatz de Bethe.
La producción de múltiples partículas se cancela on shell.
La solución exacta muestra la equivalencia del modelo de Thirring y la ecuación de sine-Gordon cuántica. El modelo de Thirring es dual-S a la ecuación de sine-Gordon. Los fermiones fundamentales del modelo de Thirring corresponden a los solitones de la ecuación de sine-Gordon.

## Bosonización
Sidney Coleman descubrió la equivalencia entre los modelos de Thirring y sine-Gordon. A pesar de que este último es puramente bosónico, los fermiones de Thirring sin masa son equivalentes a los bosones libres. Los fermiones con masa son también equivalentes a bosones de sine-Gordon. Este fenómeno es más general en dos dimensiones y se conoce como bosonización.